# Huashan Jiedao (socken i Kina)
Huashan Jiedao (kinesiska: 华山街道, 华山) är en socken i Kina. Den ligger i provinsen Liaoning, i den nordöstra delen av landet, omkring 270 kilometer sydväst om provinshuvudstaden Shenyang.
Genomsnittlig årsnederbörd är 723 millimeter. Den regnigaste månaden är juli, med i genomsnitt 177 mm nederbörd, och den torraste är februari, med 4 mm nederbörd.